# Coppa del Mondo di balletto
La Coppa del Mondo di balletto era un trofeo che veniva assegnato annualmente dalla Federazione Internazionale Sci (FIS), a partire dalla stagione 1979/1980 e fino alla stagione 1997/1998 per gli uomini e 1998/1999 per le donne, al freestyler ed alla freestyler che otteneva il punteggio complessivo più alto nelle gare di balletto del circuito della Coppa del Mondo di freestyle.

## Albo d'oro
| Stagione  | Uomini                 | Uomini      | Donne               | Donne       |
| Stagione  | Vincitore              | Nazionale   | Vincitrice          | Nazionale   |
| --------- | ---------------------- | ----------- | ------------------- | ----------- |
| 1979/1980 | Bob Howard             | Stati Uniti | Jan Bucher          | Stati Uniti |
| 1980/1981 | Bob Howard (2)         | Stati Uniti | Jan Bucher          | Stati Uniti |
| 1981/1982 | Ian Edmondson          | Stati Uniti | Jan Bucher          | Stati Uniti |
| 1982/1983 | Richard Schabl         | Germania    | Jan Bucher          | Stati Uniti |
| 1983/1984 | Richard Schabl (2)     | Germania    | Jan Bucher          | Stati Uniti |
| 1984/1985 | Hermann Reitberger     | Germania    | Christine Rossi     | Francia     |
| 1985/1986 | Hermann Reitberger     | Germania    | Jan Bucher          | Stati Uniti |
| 1986/1987 | Hermann Reitberger     | Germania    | Christine Rossi     | Francia     |
| 1987/1988 | Hermann Reitberger     | Germania    | Christine Rossi (3) | Francia     |
| 1988/1989 | Hermann Reitberger (5) | Germania    | Jan Bucher (7)      | Stati Uniti |
| 1989/1990 | Roberto Franco         | Italia      | Conny Kissling      | Svizzera    |
| 1990/1991 | Rune Kristiansen       | Norvegia    | Conny Kissling      | Svizzera    |
| 1991/1992 | Rune Kristiansen       | Norvegia    | Conny Kissling (3)  | Svizzera    |
| 1992/1993 | Rune Kristiansen       | Norvegia    | Ellen Breen         | Stati Uniti |
| 1993/1994 | Fabrice Becker         | Francia     | Ellen Breen         | Stati Uniti |
| 1994/1995 | Rune Kristiansen (4)   | Norvegia    | Ellen Breen (3)     | Stati Uniti |
| 1995/1996 | Heini Baumgartner      | Svizzera    | Jelena Batalowa     | Russia      |
| 1996/1997 | Fabrice Becker         | Francia     | Jelena Batalowa     | Russia      |
| 1997/1998 | Fabrice Becker (3)     | Francia     | Jelena Batalowa     | Russia      |
| 1998/1999 | non assegnata          | -           | Jelena Batalowa (4) | Russia      |